# Твана

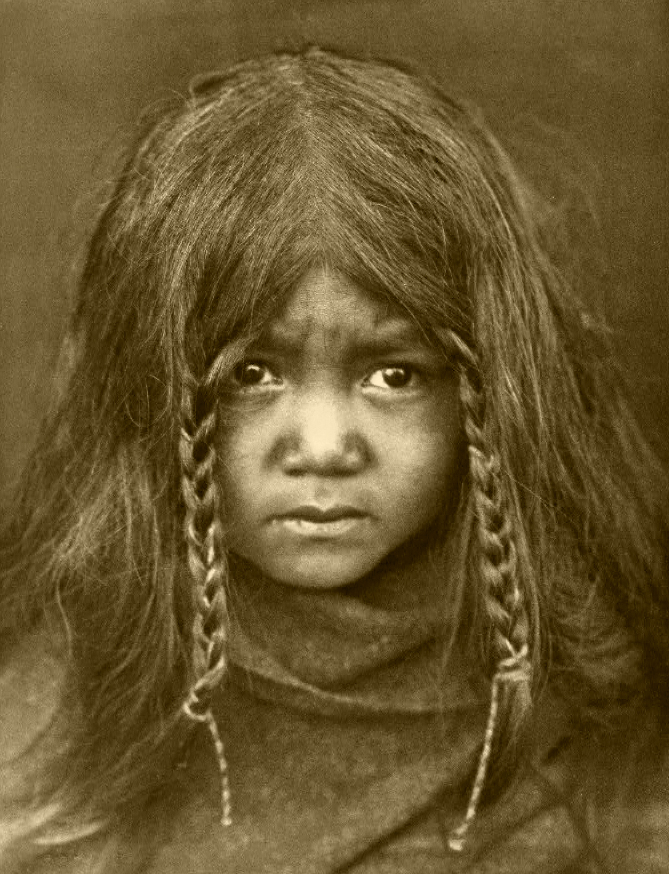
Портрет хлопчика квільцену, близько 1913 року

Твана — назва групи з дев'яти прибережних салішських народів у північно-середині регіону Пьюджет-Саунд.
Більшість з них вимерли або входять до інших груп та організованих племен. Скокоміші є основною групою, що вижила і сьогодні ідентифікуються як Твана. Вони розмовляють мовою, яка тісно пов'язана з лушшутом і також називається твана .
Дев'ять груп були відомі за місцем їх розташування. Це — Дабоп, Квільцен («люди з солоною водою»), Дукабуш, Досевальліпс, Худспорт, Венс-Крік, Скокоміш (Скоко'бш), Тахуя і Духлелап (Тулелалап). До 1860 р. загалом було 33 поселення, серед яких Скокоміш був найбільшим. Більшість нащадків усіх груп зараз є частиною племінної нації Скокоміш. Мешкають вони в індійському заповіднику Скокоміш у Скокоміші, штат Вашингтон. Вони всі є в одному місці тому, що були змушені перейти до Скокоміш після Договору «Пойнт-Нойнт» 1855 року.